# Greiserówka

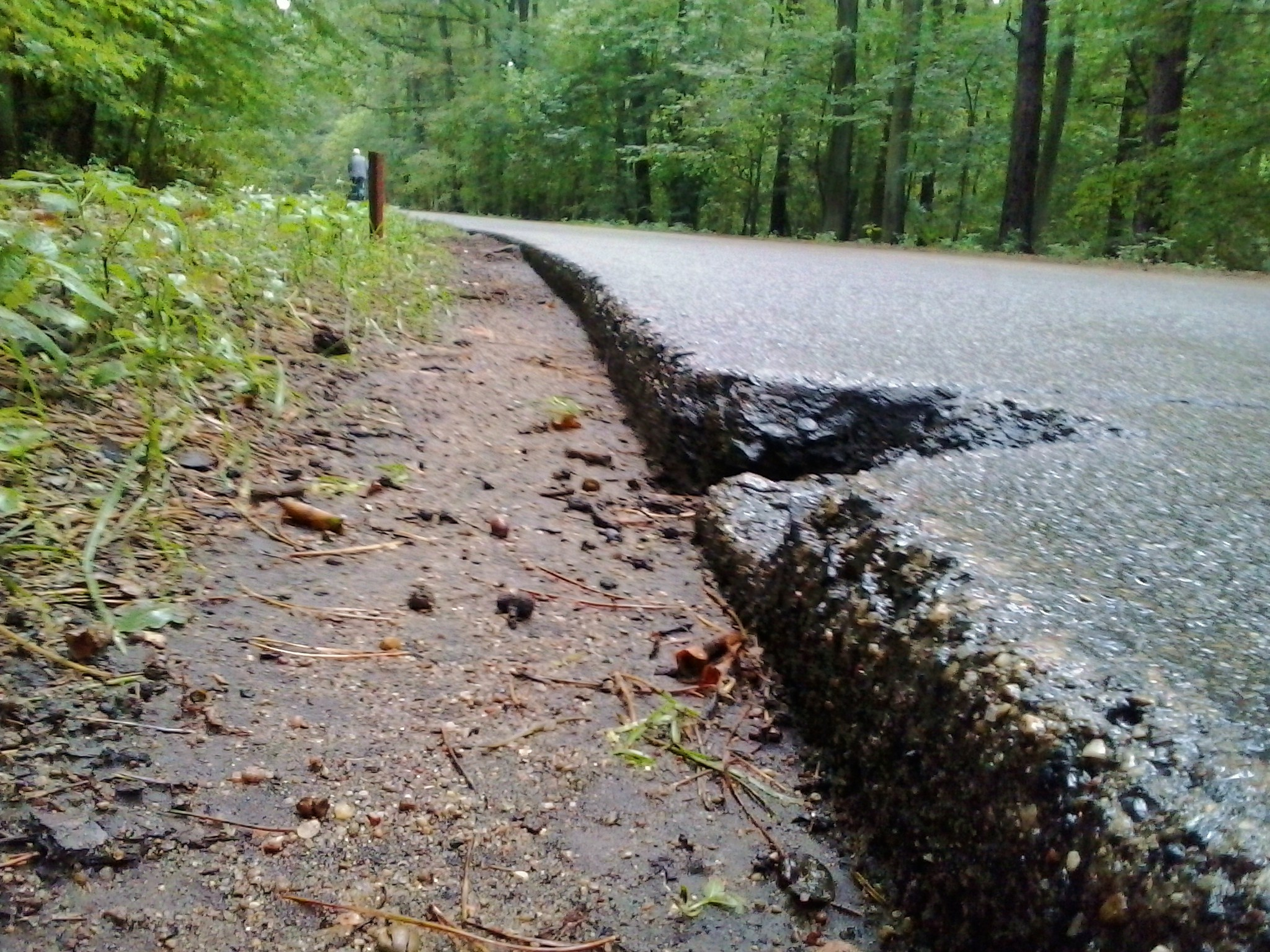
Greiserówka w pobliżu Jezior (2013)

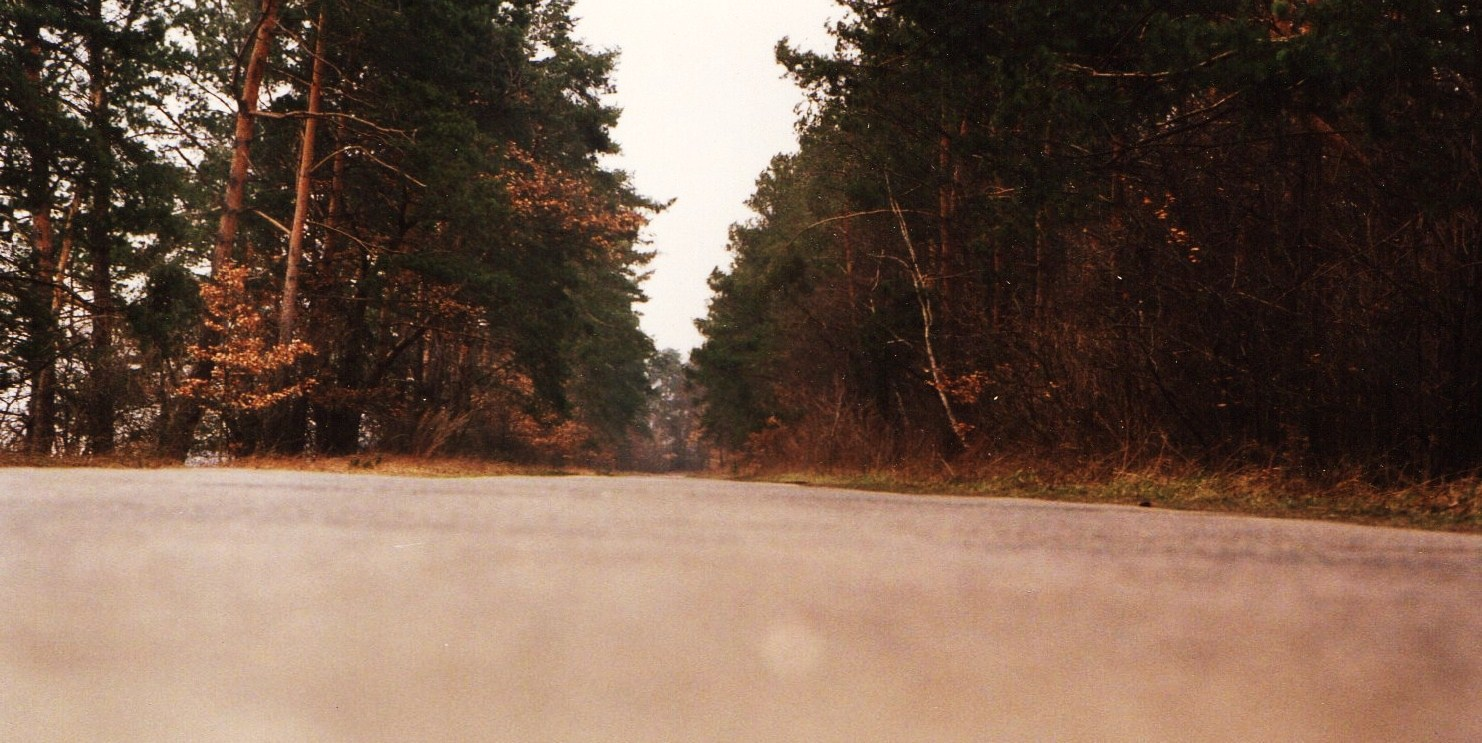
Greiserówka koło Szreniawy (1993)

Greiserówka (także: Grajzerówka) – droga w powiecie poznańskim (województwo wielkopolskie), łącząca Komorniki z Jeziorami, przebiegająca przez Wielkopolski Park Narodowy.

## Charakterystyka
Nazwa drogi pochodzi od nazwiska Arthura Greisera – niemieckiego nazisty, zbrodniarza wojennego, w latach 1939–1945 namiestnika Rzeszy w Kraju Warty.
Została wybudowana w latach II wojny światowej, celem umożliwienia dojazdu z obecnej drogi nr 311 Poznań – Stęszew (dawniej drogi nr 5 Poznań – Wrocław) w Komornikach do Jezior, gdzie nad Jeziorem Góreckim wybudowano rezydencję dla Greisera.
Droga jest wykonana w technologii płyt żelbetowych wylewanych na miejscu – podobnie jak budowana przez hitlerowców Berlinka i system autostrad III Rzeszy. Betonowa nawierzchnia zachowała się na większości trasy do dziś. Na prawie całej długości droga jest jednopasmowa z mijankami. Nie posiada oświetlenia.
Przy drodze znajduje się pomnik przyrody nieożywionej Głaz Leśników oraz dwa obszary ochrony ścisłej: Świetlista Dąbrowa na Wysoczyźnie oraz Pod Dziadem.
Nazwą „Greiserówka” określa się także czasami rezydencję Arthura Greisera w Jeziorach – obecnie siedzibę Dyrekcji i Muzeum Przyrodniczego Wielkopolskiego Parku Narodowego, a także domki myśliwskie położone na terenie Puszczy Noteckiej, wybudowane z drewnianych komponentów sprowadzonych z Tyrolu, w których zgodnie z tradycją miał zamieszkiwać Arthur Greiser podczas polowań.